# Giovanni Crispo de' Monti
Giovanni Crispo de' Monti, o Crispomonti, (latinizzazione: Johannes Crispus de Montibus; L'Aquila, metà del XV secolo – inizi del XVI secolo?) è stato un giurista italiano del XV secolo.

## Biografia
Nacque intorno alla metà del XV secolo all'Aquila, dal patrizio Corrado e da Maria Notamanni.
Si dedicò allo studio della giurisprudenza, divenendo dottore in utroque iure, forse a Siena. Insegnò per alcuni anni diritto all'Università di Padova, dove fu lettore tra il 1488 e il 1490. Nel 1490 diede alle stampe a Venezia le sue prime opere, commenti alle Istituzioni di Giustiniano, la Repetitio Institutionum titulorum De heredibus et De gradibus e la sua opera più nota, il trattato Termini omnium actionum o Arbor omnium actionum, più volte ristampato per circa un secolo. Si tratta di opere esplicitamente pensate per gli studenti di diritto civile.
Si sposò con Isabella Agnifili, nipote del cardinale Amico Agnifili, ed ebbe tre figli: Giancarlo, Alessandro e Leonardo.
Nel 1495 era tornato in Abruzzo, dove fu coinvolto brevemente in vicende belliche nel tentativo di contrastare l'occupazione di re Carlo VIII di Francia. Presso lo stesso sovrano venne in seguito inviato come ambasciatore, guadagnandosi i titoli di uditore delle due province d'Abruzzo e di consigliere del re.
Morì in data imprecisata, non anziano, forse nei primi anni del XVI secolo.

## Opere
- (LA) Repetitio Institutionum titulorum De heredibus et De gradibus, Venezia, Johann Hamann, 1490.